# The Stage Note
The Stage Note è un cortometraggio del 1910 diretto da Harry Solter.

## Produzione
Il film fu prodotto dall'Independent Moving Pictures Co. of America (IMP)

## Distribuzione
Il film - un cortometraggi di 213 metri - uscì nelle sale statunitensi il 24 marzo 1910, distribuito dall'Independent Moving Pictures Co. of America (IMP).